# Técnica de Winnie
Técnica de bloqueio do plexo braquial desenvolvida pelo anestesiologista Alon P. Winnie, por punção da região cervical, através do sulco interescaleno na altura da cartilagem cricóide, podendo ser utilizada para qualquer procedimento no membro superior, inclusive do ombro.